# Akan
Akan (hebr. עָכָן) – postać biblijna Starego Testamentu. Występuje w Księdze Jozuego w rozdziale 7. Wymieniany jest także w 1 Krn 2,7 i nosi tam imię Akor. 
Akan według relacji biblijnej był synem Karmiego, wnukiem Zabdiego i prawnukiem Zeracha z pokolenia Judy. Po zdobyciu przez Izraelitów Jerycha Akan naruszył nałożoną na miasto klątwę cheremu, która nakazywała zniszczyć całe miasto, a drogie metale przetopić dla Jahwe. Akan jednak zabrał dla siebie łupy: złoto, srebro i piękny płaszcz. Z tego powodu Izraelici ponieśli klęskę przy próbie zdobycia miasta Aj. Jozue jako zwierzchnik Izraelitów zarządził losowanie, w którym Jahwe miał wskazać na winnego. Akan przyznał się do winy, został ukamienowany i spalony wraz z dziećmi i całym dobytkiem (zgodnie z zasadą odpowiedzialności zbiorowej), po czym usypano na nich stos kamieni. Miejsce to według Joz 7,26 zostało nazwane doliną Akor (dosł. dolina nieszczęścia, patrz etiologie biblijne).